# لاري لورانس
لاري لورانس (بالإنجليزية: Larry Lawrence)‏ هو لاعب كرة القدم الكندية أمريكي، ولد في 11 أبريل 1949 في ماونت بليسانت في الولايات المتحدة، وتوفي في 4 ديسمبر 2012 في غالفستون في الولايات المتحدة.

## وصلات خارجية
- لاري لورانس على موقع مرجع كرة القدم المحترفة.كوم (الإنجليزية)